# Synagoge (Freistett)
Die Synagoge in Freistett, einem Stadtteil von Rheinau im Ortenaukreis in Baden-Württemberg, wurde vermutlich in der ersten Hälfte des 19. Jahrhunderts errichtet und 1893 umfassend renoviert. Die Synagoge stand an der Ecke Rheinstraße/Freiburger Straße.
Der einfache Bau mit Rundbogenfenstern war um 1890 in sehr schlechtem Zustand. Nach der Renovierung wurde die Synagoge am 25. August 1893 neu eingeweiht.
Nachdem die Zahl der Juden in Freistett und Rheinbischofsheim stark zurückgegangen war, wurde die Synagoge in Freistett ab 1935 nicht mehr zu Gottesdiensten genutzt. Die noch in Freistett verbliebenen Juden besuchten bis zur Zerstörung der dortigen Synagoge im November 1938 den Gottesdienst in Rheinbischofsheim.
Beim Novemberpogrom 1938 wurde die Synagoge in Freistett demoliert und  wenig später abgebrochen.